# Bobby Hutton
Robert James Hutton, noto come Bobby o Lil Bobby (Jefferson, 21 aprile 1950 – West Oakland, 6 aprile 1968), è stato un attivista statunitense, primo tesoriere e prima recluta ad unirsi all'organizzazione delle Pantere Nere.

## Biografia
Bobby Hutton è nato il 21 aprile 1950 nella contea di Jefferson, nell'Arkansas, da John D. Hutton e Dolly Mae Mitchner-Hutton. Nel 1953, Bobby e la sua famiglia furono costretti a trasferirsi in Oakland, California a seguito di intimidazioni ed insulti da parte di alcuni membri del Ku Klux Klan.
All'età di 16 anni, Bobby incontrò i fondatori del Black Panther Party, Huey P. Newton e Bobby Seale al centro anti-povertà del North Carolina. Hutton divenne così il primo e più giovane membro del BPP. Egli disse che era entrato nell'organizzazione per fare la differenza all'interno della comunità. Il 2 maggio 1967 partecipò assieme ad altre Pantere Nere alla protesta contro il Mulford Act, un atto che vietò il trasporto in luoghi pubblici di armi da fuoco. La protesta si svolse nel California State Capitol Building a Sacramento. Bobby Hutton venne arrestato assieme ad altre Pantere Nere il 22 maggio dello stesso anno.
Il 6 aprile 1968, due giorni dopo l'assassinio di Martin Luther King jr, Bobby Hutton stava viaggiando in macchina assieme a Eldridge Cleaver e ad altre due Pantere Nere. Il gruppo di Pantere affrontò degli agenti di polizia ad Oakland; nello scontro a fuoco, due poliziotti rimasero feriti. Hutton e Cleaver fuggirono in un appartamento, dal quale nacque uno scontro a fuoco col dipartimento di polizia della città. Durante lo scontro, Eldridge fu ferito e Bobby si arrese. Nonostante quanto sostenuto da Cleaver e cioè che Hutton era uscito dall'appartamento senza armi e con le mani in alto, la polizia non esitò a sparare 12 colpi al giovane. Il rapporto della polizia sostenne che Hutton stava scappando e le sue mani non erano visibili.
Il funerale di Bobby Hutton si tenne il 12 aprile presso la chiesa di Berkeley, in California. Parteciparono al funerale oltre 1500 persone. Dopo il funerale ci fu una manifestazione a West Oakland dove parteciparono oltre 2000 persone, tra le quali Marlon Brando. Hutton fu sepolto nel cimitero di Mountain View a Oakland, ma sulla sua tomba non fu posta una lapide fino al 2003, 35 anni dopo la sua morte.
L'omicidio di Bobby Hutton per mano della polizia di Oakland fu visto dai simpatizzanti del Black Panther Party come un esempio di brutalità della polizia contro i neri. Hutton fu il primo delle Pantere Nere a morire e fu visto come un martire per la causa del potere nero.

## Nella cultura di massa
Hutton è stato menzionato nella canzone del rapper Tupac Ghetto Gospel (2005). È stato menzionato anche in "Panther Power" di Paris (1990), "Get Up" dei The Coup (2001), "Still Fighting" degli Smif-N-Wessun (2007), "Lost Sunz" di Sa-Roc (2014) e in "Up in Arms" di Bhi Bhiman (2015). Una foto di Hutton di fronte al carcere di Oakland City è apparsa sulla copertina del singolo "Star" del 1997 di Primal Scream. Country Joe And The Fish dedicarono il loro LP "Insieme" del 1968 a Bobby Hutton.